# Atractocerus tonkineus
Atractocerus tonkineus är en skalbaggsart som beskrevs av Maurice Pic 1948. Atractocerus tonkineus ingår i släktet Atractocerus och familjen varvsflugor. Inga underarter finns listade i Catalogue of Life.